# Ladina Heimgartner

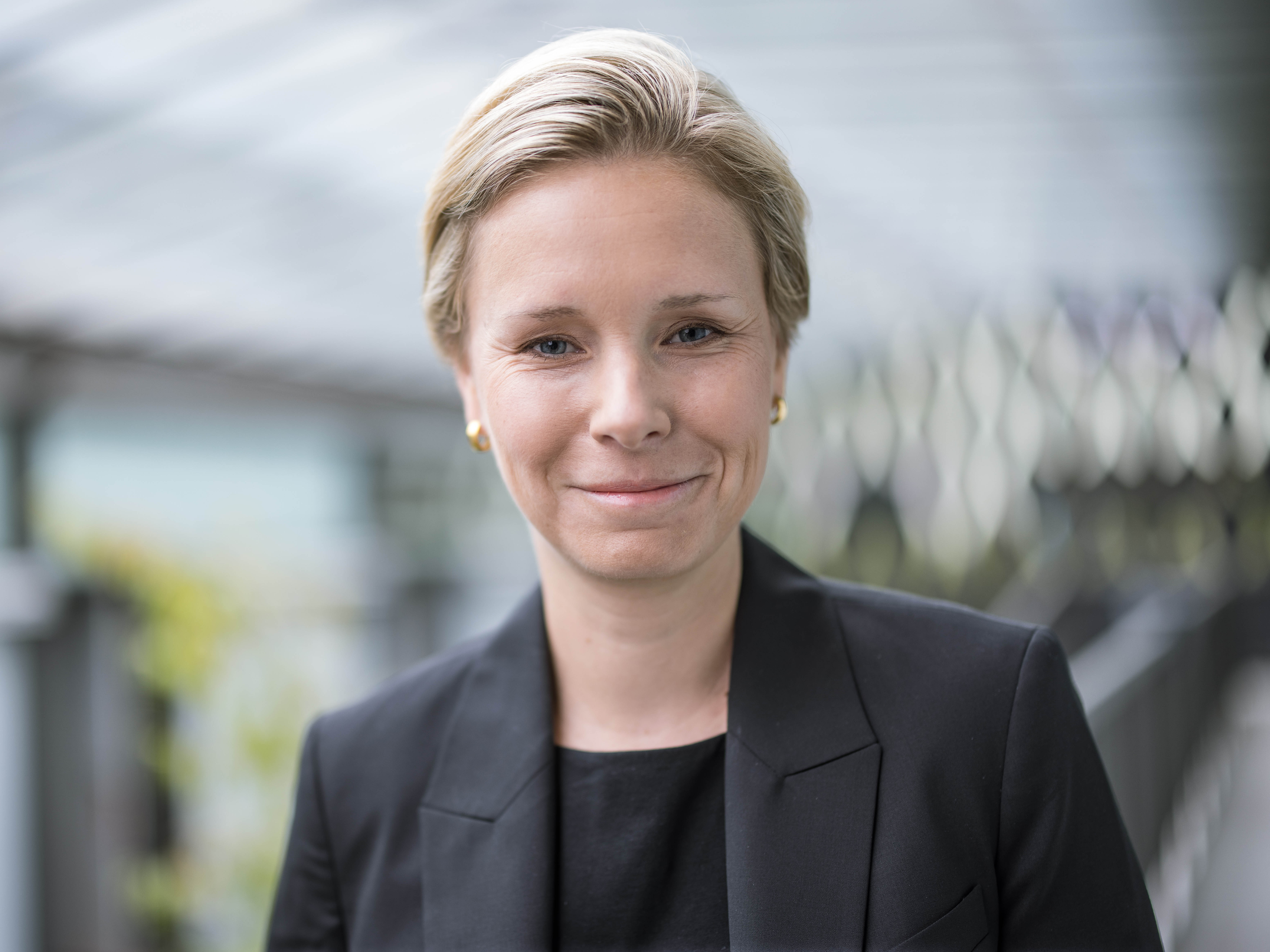
Ladina Heimgartner (2022)

Ladina Heimgartner (* 1980 in Scuol) ist eine Schweizer Medienmanagerin und Journalistin. Seit Oktober 2020 ist sie Head of Global Media der Ringier AG, CEO der Blick-Gruppe und Mitglied des Group Executive Board von Ringier.

## Leben
Aufgewachsen im Unterengadin, absolvierte Heimgartner die Maturität am Hochalpinen Institut Ftan. Im Anschluss daran studierte sie Germanistik und Romanistik an der Universität Freiburg. Bereits während des Studiums war sie als freie Mitarbeiterin für die Freiburger Nachrichten tätig, nach Studienabschluss mit dem Lizentiat für das Bündner Tagblatt.
2007 trat sie das Amt als Ressortverantwortliche für «reflexiun» (rätoromanisch für Reflexion) bei RTR an und leitete es bis 2011, zuletzt auch als stellvertretende Chefredaktorin von RTR.
Von 2011 bis 2014 führte sie das Ressort «Märkte und Qualität» bei der Generaldirektion der SRG in Bern. Auf den 1. August 2014 wurde sie als Nachfolgerin von Mariano Tschuor zur Direktorin von RTR ernannt. Auf den 1. Januar 2018 wurde sie zur stellvertretenden Generaldirektorin der SRG berufen und erlangte durch Auftritte im Zusammenhang mit der No-Billag-Initiative Bekanntheit.
Bis Ende 2019 war Heimgartner Direktorin von Radiotelevisiun Svizra Rumantscha (RTR) und stellvertretende Generaldirektorin der Schweizerischen Radio- und Fernsehgesellschaft (SRG). 2020 wechselte sie zu Ringier, wo sie bis Ende September 2020 die Corporate Services des Unternehmens leitete. 2020 wurde Ladina Heimgartner zur CEO der Blick-Gruppe ernannt.
Sie ist Vorstandsmitglied der Schweizerischen Gesellschaft für Kommunikations- und Medienwissenschaft, Vizepräsidentin des Museumsrats des Schweizerischen Nationalmuseums und Mitglied der Eidgenössischen Medienkommission.